# 青天白日旗

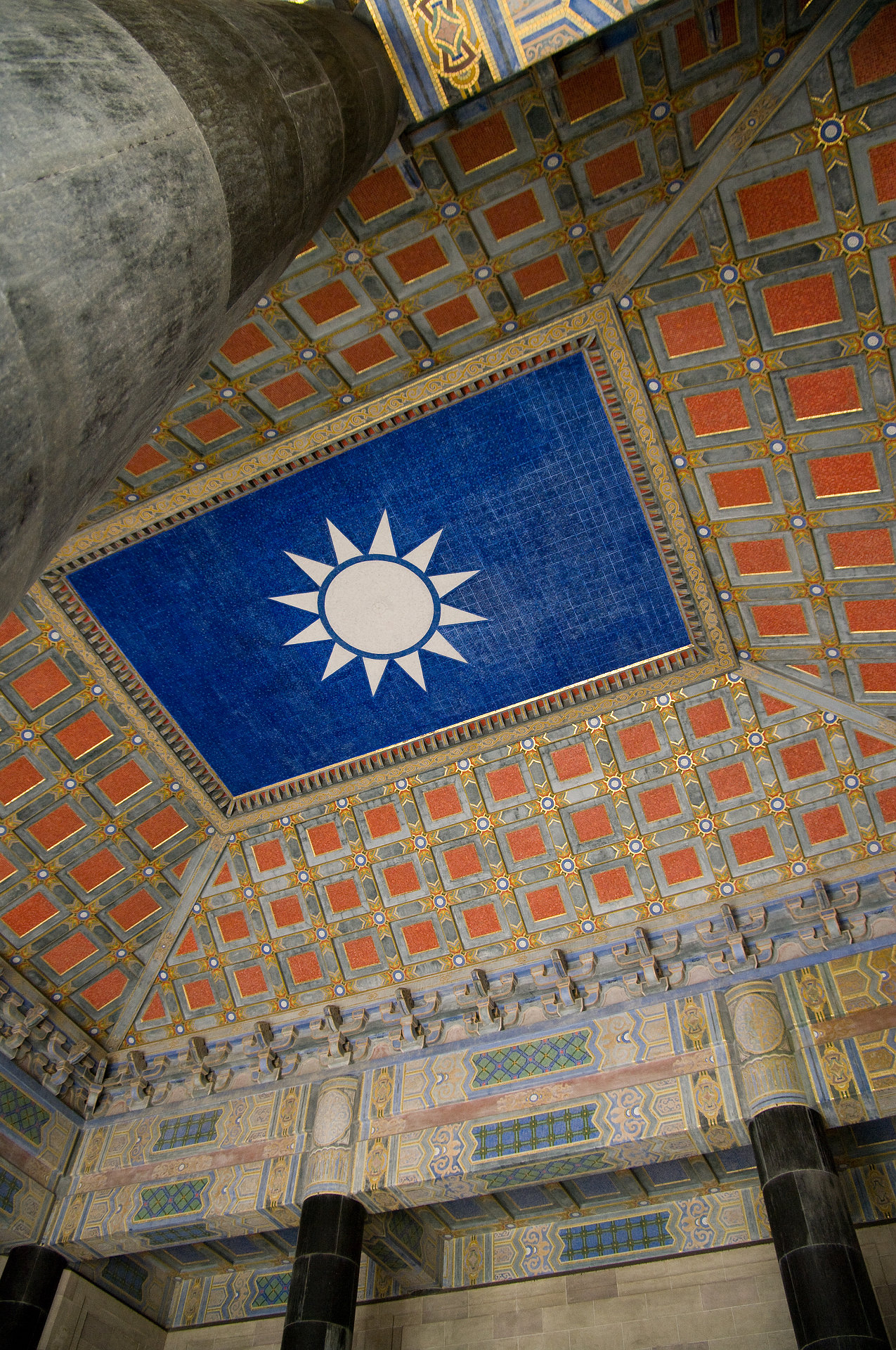
中山陵のドームの青天白日旗

青天白日旗（せいてんはくじつき）は、清末期の革命家である陸皓東の意匠にて作られた革命の旗である。元々は興中会が使用していたが、後に興中会を継承した中国同盟会、中華革命党、中国国民党の党旗として採用され、中華民国海軍の海上旗にもなった。
青天白日旗を配した中華民国の国旗（青天白日旗満地紅旗）とは区別される。

## 歴史
1895年、孫文が広州市で興中会の広州蜂起を起こした時、彼は陸皓東に革命行動に参加していた同志がお互いに一目でわかるように、人目を引く旗の制作を依頼した。長い間考えた後、陸皓東は革命家の自信と強さを最もよく表す意匠を思いつくことができなかった。ある朝、四合院を歩いていると、天井に昇る太陽を見て、その輝かしい太陽の光が心に天人合一の霊感をもたらし、青天白日旗が制作された。この図案が受け入れられ、興中会が革命軍の軍旗として使用したのが始まりで、広州蜂起、恵州蜂起、尢列が南洋にて中和堂を創立する際にも使用された。辛亥革命後、中華民国臨時政府によって中華民国海軍の海上旗として使用された。中華革命党の「革命方略」では、青天白日旗を軍旗とすることが規定されていた。

## 青天白日旗の意味
- 青は純粋さ、国民性、自由を、白は率直さ、公民権、平等を表す[1]。
- 青い空と白い太陽は壮大なイメージであり、中国は極東の大国で、太陽が昇るのは東の星の中でも最も美しく、青天白日は自由と平等の正しさを示している。
- 白日の鋭い光芒は、革命の鋭さを示している。
- 孫文は、分岐した12本の光芒が1日12時間と1年12ヶ月を表すものと解釈し、常に時代とともに前進するよう、中国の人々を鼓舞した[2]。
- 蔣介石は、青の色は高い青天を表し、白の色は明るい白日を表しており、これは革命軍人と革命党員の高貴で偉大な人格、明るく開放的な心、明確で純粋な育成を象徴していると考えた。青天に覆われ、白日に照らされているものは、すべて国勢の及ぶところにあり、同時に国の偉大さの象徴でもあるとした。また、赤い色は、国が無数の革命党員や革命軍人の血に染まっていたことを示しており、国のために犠牲を払う精神を示している[3]。

## 青天白日旗と国章が同じである由来
- 中華民国の国章は、青天白日旗の外側の四角を円に変えたものである。
- 中華民国の国章は1924年に登場したもので、黄埔軍校の総教官であった何応欽が設計し、同校の学長であった蒋介石が採用した。陸軍士官学校の旗として、中華民国の国章が入った赤い旗を採用した。